# Phare de Ristna
Le phare de Ristna (en estonien : Ristna Tuletorn) est un feu situé sur la péninsule de Kõpu, à l'ouest de la grande île d'Hiiumaa dans le Comté de Hiiu, en Estonie.
Il est géré par l'Administration maritime estonienne ,.
Il est inscrit au registre des monuments nationaux de l'Estonie en date du 19 octobre 1999.

## Histoire
Le phare a été construit en 1874, à la suite de brouillards constants, ce qui rendait le vieux phare de Kõpu presque invisible. La raison principale de la décision de construire le phare était d'avertir les marins de la glace de mer dérivante qui cause un obstacle majeur dans le golfe de Finlande.
La structure métallique du phare a été construite en 1874 dans les ateliers Eiffel à Paris. Au cours de la Première Guerre mondiale, le phare a été endommagé. En 1920, la tour du phare a été renforcée avec du béton.

## Description
Le phare  est une tour hexagonale en fonte de 30 mètres de haut, avec une galerie et une lanterne au dôme blanc. La tour est totalement peinte en rouge. Il émet, à une hauteur focale de 37 mètres, un long éclat blanc et rouge selon secteur directionnel, toutes les 15 secondes. Sa portée nominale est de 12 milles nautiques (environ 22 km) pour le feu blanc et 8 milles nautiques (environ 18 km) pour le feu rouge .
Identifiant : ARLHS : EST-049 ; EVA-673 - Amirauté : C-3744 - NGA : 12716 .

## Caractéristique dufeu maritime
Fréquence : 15 secondes (W-R)
- Lumière : 3 secondes
- Obscurité : 12 secondes

|                            |
| Île Hiiumaa (localisation) |

|          |
| Le phare |

### Lien connexe
- Liste des phares d'Estonie